# Йокути
Народът йокути населява местност в Калифорния която днес е позната като Централната долина. В миналото първите бели заселници я наричат Valley de los Tulares или Долината на езерния камъш, поради факта че растението е разпространено из цялата територия на долината. Йокутите живеят на племена, всяко от което разделено на малки села или самостоятелни отдалечени домакинства. Отличителните им знаци са различните племенни имена и диалектите. Сравнително обединени като народ, при тях рядко бушуват размирици. Една от причините за това е централизираната племенна власт, състояща се само от един вожд и съвета му. Често търгуват и сключват брачни съюзи помежду си. Към момента лингвистите са съсредоточени върху проучването на йокутския език и неговите диалекти, които спадат към Пенутийското лингвистично семейство. Това е език, използван на територията на северозападна Америка в щатите Орегон, Вашингтон и Калифорния. Целта на проучването на езика е да бъдат съставени азбуки на различните племена, с цел да се научи повече за начина им на общуване. Подобно на други племена, йокутите използват езика на дима, с цел да сигнализират на далечни разстояния, в случай на опасност. При общуването си с чужденци използват жестове, мимики и символи.

## Подразделения
Йокути е етническа група, състояща се от най-малко 40 отделни групи или племена, които говорели диалекти на езика Йокут. Тези племена населявали долината на река Сан Хоакин, от делтата на реката на юг до Бейкърсвилд и на изток до подножието на Сиера Невада. Всяка група или племе имали свое име, постоянно село, територия, диалект и няколко наследствени вожда. Главният вожд обикновено бил най-богатият човек. Всеки човек принадлежал към една от двете части или разделения – Орел и Койот.
Географски и културно йокутите са разделени на 3 подразделения:
- Нордърн Вали йокут или Йокути от Северната долина – в тревистите равнини в северната част на долината на Сан Хоакин.
- Саудърн Вали йокут или Йокути от Южната долина – в мочурливата област в южната част на долината на Сан Хоакин.
- Фуутхил йокут или Йокути от подножието– 15 племена, живеещи по западните склонове на Сиера Невада, между река Фресно и река Кърн. Те са разделени на 3 подразделения:
  - Северни (по река Фресно и Сан Хоакин – чукчанси, думна, кечайи, гашову.
  - Централни (по реките Кингс, Кауеа и Туле) – чоинимни, чукаймина, гауиа, йокод, уикчамни, яуданчи.
  - Южни (по Посо Крийк) – палеуями

Нордърн Вали йокутите населявали тревистите равнини в северната част на долината на Сан Хоакин. Саудърн Вали йокутите населявали мочурищата в южната част на долината на Сан Хоакин, а Фуутхил йокутите подножието и западните склонове на Сиера Невада, между Фресно и река Кърн.

## Език
Езика Йокут образува езиковото семейство Йок-Ути класифицирано към Пенутийските езици на Калифорния. Диалектите на езика са били относително хомогенни предвид голямата географска територия, на която били разпространени. Алфред Крьобер класифицира диалектите въз основа на обширно проучване в 22 диалектни групи, от което се вижда, че основното разделение е между Долинните групи и тези от Подножието. Това езиково разделение се различава от културно-географското разделение на йокутите, тъй като групи от различните географски разделения, живеещи най-близо един до друг говорели най-близки диалекти. 

## Племенна инфраструктура
Селата на племето йокут са построени около водоносни източници – потоци или река. Това е от особена важност за тях, защото се изхранват с лов и риболов и пътуват често по вода с канута от езерен камъш. Домовете им варират от малки колиби за двама или трима души – до големи постройки за над десет души. Тяхна традиция е да присъединяват новия член (най-често жената – съпругата) към вече утвърденото семейство. Младите рядко се отделят да живеят самостоятелно. Когато домът стане пренаселен най-възрастните се отделят в самостоятелно типи, за да изживеят старините си. Това се случва и когато има неразбирателство между свекървата и новодошлата съпруга. Присъединяването на жената в новия дом става, след като тя и съпруга прекарват от 5 до 18 месеца изпитателен срок заедно, в родния дом на жената. Това се практикува, с цел да се установи, дали младите взаимодействат добре и дали са „плодовити“. След този изпитателен срок, младите се местят – жената къса връзките със своя род и става член на този на съпруга. Задълженията на съпругата включват почти всичко, освен ловът – беритбата и сеитбата на царевица и горски плодове, готвенето, поддържането на вигвама, отглеждането на деца, плетенето на кошници и други съдове и съоръжения. Мъжките отговорности също не са леки – изработването на сечива, плетенето на канута и ходенето по племенни събрания са важни, но ловът е задължителен и от най-голямо значение за оцеляването през зимата. За семейства, които наблягат на вегетарианска храна се знае, че нямат добър ловец вкъщи. Ловното обучение започва още от детска възраст, предавайки се от баща на син. Индианците изпитват особено страхопочитание и уважение към животинския свят. За тях е от особена важност, животното да бъде умъртвено бързо и възможно най-безболезнено. Колкото и странно да изглежда – бракът и раждането имат отношение към лова – това се дължи на тотемите, с които се обозначават новородените деца. Ако един мъж живее под тотема на елена, то няма право да убива елени и да яде месото им. Респективно, ако се събере с жена – заек, храната им би била много по-ограничена, поради табуто върху убийството и на елени, и на зайци. Тотема е отличителен знак за територията, статуса и рода на всеки жител, но той има и превантивна цел – чрез него индианците избягват кръвосмешението до ниво „трети“ братовчеди.
Популярни тотеми са „гърмяща змия“ „мечка“, „елен“, „заек“, „сърна“, „гълъб“, „гарван“, „Орел“ (орел и мечка са тотем – табу и убиването на тези животни за йокутите е строго забранено. В случай, че жената или мъжа не са доволни от съпружеския си живот, много лесно са получават развод. За тази цел изпълнявали следния ритуал – излизат пред вратата на вигвама и публично обявяват решението си. Що се отнася до грижата на поколенията, йокутите подхождат много отговорно. Майките не се отделят от малките си, дори когато са на нивата. Използват преносими люлки, които се закрепват на гърба. Още от бебета децата се обучават съгласно правилата на племето с помощта на игра и приказки. Малките деца получават по-леки наказания, спрямо по-големите. Момчетата в близост до пубертета задължително излизат на лов с бащите си. Задължение на бащата е да изработи и подари лък на сина, по случай първият му лов. Когато момчето убива първото си животно – то не яде от него. Първия дивеч се раздава на общността, като по този начин детето научава ценен урок, а именно – споделянето на улова с племето си. Момичетата прекарват времето си плътно до майките. Освен земеделието, готвенето и кошничарството, от майките си изучават и правата и задълженията на индианската домакиня и съпруга. Племената не разделят териториите си с огради, но много уважават земята си и навлизането на други племена без покана е неприемливо за тях. За да обозначат границите рисуват племенни знаци на видими места. За това и до днес свидетелстват петроглифите по скалите на местата, които са обитавани от тях. За жалост много от скалните рисунки не са надвили ерозията и природните стихии.

## Лидерство и социум
Всяко отделно племе има двама водача. Начело е Вождът на племето (задължително от тотемната линия „орел“) и Уинатун. Те управляват всичките малки селца, които образуват едно племе. Обикновено седалището им е в най-голямото и най-добре организирано село. Вожда събира такси от всеки племенен член, под формата на хранителни запаси на всеки две седмици. Също така играе ролята на съдия и е начело на всяка церемония, ритуал или обществена проява – игри, събрание край огъня или племенно събрание. Отговорността за старите, болни и бедстващи хора също се пада на него. Отговорностите на Уинатун са съсредоточени в това да съблюдава визитите, които преминават през селото. Тъй като хаотичното преселване от село на село не е толерирано от йокутите, една от най-важните функции на пратеника е да пренасочва номадите или да ги праща при вожда, според личната си преценка. Съблюдаването на междуселищната търговия също е негова отговорност, затова и често е изпращан в други села за преговори. Обикновено йокутите търгуват с неща, в които са най-продуктивни – кошници, специфична храна и билки. Най-желаната стока са стрели и сечива, както и неща с които не разполагат чисто териториално. С идването на испанците изявяват желание за притежание на вещи, характерни за белите хора – техни дрехи, съоръжения, дрънкулки и всякакви придобивки, които биха могли да улеснят бита им. Междуплеменните сделки сключват с „пари“, като тяхната парична единица е под формата на речни миди, за които мъжете ловко се оглеждат, ловейки риба. На белите заплащат с подслон, храна, кожи, а на някои места за разменна монета служи и жената. Битието на народа йокут е тежко, но въпреки това те много обичат игрите и забавленията. Те спомагат за общуването между членовете на племето и сплотяване на цялата общност. Редовно се организират обществени събирания и игри на „Shinny“, „Игра с пръчки“, „Копие и обръч“ и „Мечка“. Играта на „Копие и обръч“ (Pole and hoop game) е подходяща само за момчетата. Те трябва да хвърлят копието през отвора на тесен обръч, който бащата държи във въздуха. Това спомага за точността и бързината в ловните умения на младия мъж. „Мечка“ – любимата игра на по-малките деца, представлява смесица между гоненица и броилка. Гоненето приключва, тогава, когато и последното дете е било в ролята на „мечка“. Плуването се практикува два пъти в деня – сутрин и привечер, от мъже, жени и деца. Това се прави, с цел забавление, поддържане на добра лична хигиена и виталност. Общото между тези игри е, че развиват силно мисленето, ловкостта, сръчността, издръжливостта и бързината на децата, според възрастта им. По този начин те са израстват силни и способни да преборят ежедневните си задължения и предизвикателства.

## Вярвания, религия и церемонии
Религията на индианските народи не може да бъде обхваната в обща религиозна рамка. Те варират измежду монотеизъм, политеизъм, хенотеизъм, анимализъм, както и комбинации между тях. Основава се главно на истории, митове, легенди, алегории и строги принципи. Поради факта, че нямат писменост, те изграждат своите вярвания чрез разкази, чути от семейството или общността. Възприятието на йокутите за времето, разкрива религиозна връзка между Света и космическото време. Думата „свят“ означава и космос и година. Те казват „светът мина“, за да изразят, че е една година е изтекла. Космосът се възприема като жива единица, която се ражда, развива и умира в последния ден от годината, за да се прероди отново през новата година. Йокутите вярват в силата на духовете и боговете на природата, особено внимават да не ги разгневят. Птиците и животните са на особена почит сред тях. Мечките са носители на злия дух, следователно те не ги убиват, за да не настроят духът срещу себе си. Орелът е символ на добрия и благороден дух, перата му били от особена важност за религиозни ритуали и предмети с такава цел. Всеки член на племето има своя „ангел пазител“ в лика на някое животно. Ако даден член има за пазител „гълъб“, то той никога не бива да убива животното, нито да яде месото му. Индианците йокут не възприемат религията си като отделно учение, на което е отделяно специално време. Те са в нея, ежедневно, ежечасно. Убедени са, че са едно с природата и животните. За това свидетелстват и всичките им церемонии и тотеми, символизиращи преклонение, благоговение и непосредствен ужас от това, което биха могли да им донесат стихиите. Може би най-важната и тържествена церемония на йокутите е годишната траурна церемония. Продължава шест дни, извършва се напролет и чрез нея почитат духовете на мъртвите, починали през изминалата година. Церемонията изисква присъединяването на участници от други племена. По време на ритуала извършват жертвоприношения, унищожават части от покъщината си, след което се отдават на пир и племенни игри. По този начин вярват, че очистват духовете. Вторите по важност тържествени церемонии са по времето на жътвата и сеитбата. Водачи на религиозните церемонии са шаманите. Най-често шаманът е мъж. Вярва се, че умее да преговаря със „силите“ и да изцерява болните, изсмуквайки злото вселило се в тях. В племената на север е традиция да се пие отвара от татул (datura potion) всяка пролет, с цел прочистване на духа и тялото. Счита се, че под халюциногенното действие на татула, може да се видят и лекуват болестите и душевните терзания. След поглъщането на билката, често се случва да изпаднат в несвяст или кратка кома, която също се счита за лечебна от шаманите. Народът йокут изпраща мъртвите и чрез погребение и чрез кремация, като с времето все повече се предпочитат погребенията, в резултат на общуването си с испанските мисионери. В южните части на Долината кремацията е извършвана само, ако починалия е шаман или човек, починал далеч от дома си. След изгарянето останките са погребвани на мястото, където се извършват и традиционните погребения. След смъртта тялото се обработва и погребва извън селото, с глава, сочеща на запад или северозапад. Вярва се, че душата на мъртвия излиза в следващите два дни след погребението и поема пътя към отвъдното в западна посока. Починалият задължително е придружен от вещите си приживе. След смъртен случай близките на починалия са в траур, в период на три месеца. През това време те не ядат месо и постригват косата си късо.

### Племенно изкуство. Танци.
Музиката, пеенето и танците са много важна част от ежедневието на йокутите. Всяка церемония и игра е съпроводена с различна песен, майките пеят на бебетата си докато събират жълъди, а мъжете пеят, докато изпълняват молебен за дъжд и „Танцът на гърмящата змия“. По време за молитвата за дъжд, главния молител e облечен с традиционен чохун, украсен с пера от орел и джух украсен с пера от гарвани и свраки. Боядисан е в черно, с бели пера по тялото. Докато изпълнява молитвата, мъжът танцува около огъня, пее магически песни и хвърля билки в пламъците. „Танцът на гърмящата змия“ се изпълнява всяка пролет. Чрез този танц хората се надяват да се предпазят от ухапването гърмящата усойница, докато събират горски плодове и семена през лятото. Йокутите не убиват и гърмящите змии, тъй като силно вярват, че тази змия е помощник на Tihpiknit – пазителя на отвъдното. Поради „камуфлажните“ свойства на гърмящите змии вярват също, че те се крият в храстите и „пейзажите" за да ги съблюдават. Ако някой наруши племенно правило – змиите доносничат на Tihpiknit за нарушителя и той никога не ще може да отиде в индианския рай. Най-популярните музикални инструменти са кречеталото, маракасите и флейтата. Барабаните не са често срещани в района и вместо тях се използват две пръчки, които се удрят една в друга, следвайки ритъма. Изработката на кошници е най-важният и най-усъвършенстван занаят на жените от долината. Те използват всички приимущества на езерния камъш за плетене на различни по големина, форма и предназначение съдове за домакинството. Кошниците намират широко приложение в домакинството. В тях се съхранява храна, носят се деца, налива се дори вода. Изработката им е толкова изкусна, че дори една капка не изтича между плета. Всъщност жените често обсъждат нови тънкости в производството им. Най-често са украсявани с краските на гърмяща змия, но понякога са изобразявани луна, слънце, дърво, гъска или някое друго животно. Цветовете варират между бежово, червено, черно и бяло. Срокът за използване на една кошница е не повече от година. Счита се, че от хигиенна гледна точка трябва да се замени с нова, дори кощницата да е здрава. Най-известните видове кошници са тези за горски плодове, за царевичната реколта и тези за танцът на гърмящата змия. Кошниците за горски плодове са малки и плитки, а тези за беритбата – много големи и дълбоки. Закрепят се на гърба и врата на жената, с цел да се пренесе възможно най-много от реколтата. Мъжете изработват маракаси, флейти, музикални лъкове и сечива. Музикалният лък е единственият струнен музикален инструмент в арсенала на племето. Изработен е от бъзова дървесина, както и тетива от две сухожилия, увити едно около друго. За направата на музикални принадлежности се използват най-вече дървесина от бъз, кости, тръби от захарна тръстика.

### Легенди и сказания

#### Легенда за орела и кондора на йокутите от племето Яуданчи
| „ | Орелът бил вожд. Кондорът не го харесвал. Един ден се опитал да заеме мястото му. Летейки високо в небето, видял елен в локва кръв. Сега ще утоля глада – казал си. Кацнал и започнал да разкъсва плътта на животното. Орелът изскочил изпод клоните, върху които лежал еленът и хванал кондора за крака. Пипнах те! Сега ще те убия! – рекъл той. Кондорът казал – Пусни ме да си вървя! Връщам си думите обратно! Бъди си вожд. Аз ще се оттегля. Орелът го освободил и продължил да царува. | “ |
| Kroeber,, A. Indian Myths of South Central California:American Archaeology. University of California, 1907. с. 220. | |   |

#### Йокутска молитва
| „                                                                       | Моите думи са отправени към вас – планини, велики скали, вековни дървета! В синхрон с тялото ми, в един ритъм със сърцето ми! Вие ме зареждате с всевишната си сила! И ти, Ден! И ти, Нощ! Всички, вижте ме! С този свят съм Едно! | “ |
| Brensel, M. Yokut Indians: Myth and Legends. History of Tulare Country. | |   |

## Залезът на една култура
| „                    | „Мъжете копаеха и подаваха калта на децата. Те на свой ред я пренасяха в кошници до майките си, които я пресяваха на потока. Тези кошници… съвършена конструкция. Нито прашинка злато не бягаше от тях, пресяваха всичко… А доста злато добиваха – доста над мизерния им надник“. | “ |
| Hurtado,, A. с. 122. | |   |

През 1830 г. през Калифорния минава епидемия от холера и малария, която избила около 3 /4 от местното население. Мексиканците присвояват голяма част от земята на йокутите и започват да я експлоатират, унищожавайки естествените източници на препитание на племената. След като тогавашното правителство прибавя териториите на Калифорния към тези на САЩ, започва огромна борба за надмощие между белите хора и местните. В резултат на това йокутите са разделени и репресирани. Наложена им е такса за да живеят и да се прехранват в границите на парче земя, наречено резерват. Някои от членовете, най-често жени са принудени да работят в домакинствата на белите, където са третирани по феодален модел. Децата на индианците са изпращани насилствено в училища, където изкореняват бита и историята на предците им. Културното възраждане на този народ започва да проправя път едва през 50–те години на XX в., много време след като правителството прекратява индианският геноцид. В началото на XVIII век йокутската популация варира от 18 000 до 50 000 души – една от най-големите гъстоти на индианското население на Северна Америка. Горчивата равносметка от статистическите данни през 1990 г. гласи – 1150 йокута, които живеят в резервати и още няколкостотин, които живеят извън тях. Някои от диалектите на йокут все още се използват, но огромна част от културното им наследство е безвъзвратно погубено. Нивото на образованието и здравната култура сред йокутите е пагубно и подобно на много свои събратя, отказват да се интегрират в обществото.